# Dennis Persson (fotbollsspelare)
Dennis Persson, född 18 augusti 1993, är en svensk före detta fotbollsspelare.

## Karriär
Inför säsongen 2012 flyttades Persson upp i Västerås SK:s A-lag. Säsongen 2013 gick han till Syrianska IF Kerburan.
I november 2015 återvände Persson till Västerås SK. I november 2018 förlängde han sitt kontrakt med två år. Persson gjorde sin Superettan-debut den 30 mars 2019 i en 2–1-vinst över IF Brommapojkarna. Efter säsongen 2019 avslutade han sin karriär.